# 阿兹特克地鸫
阿兹特克地鸫（学名：Ridgwayia pinicola），是雀形目鸫科的一种鸟类，属于单型的阿兹特克地鸫属（学名：Ridgwayia）。属名用于纪念美国鸟类学家羅伯特·里奇韋。

## 特征
阿兹特克地鸫体重约88克，翼长约13.02厘米，喙宽度约5毫米，喙厚度约6.1毫米，嘴峰长约24.3毫米，跗蹠长约26.3毫米，尾长约90毫米。
阿兹特克地鸫是留鸟，栖息在森林，它们是杂食性动物，主要以昆虫、蜘蛛等陆生无脊椎动物为食。它们分布在墨西哥西部和中部。